# باب بالدریج
باب بالدریج (انگلیسی: Bob Baldridge؛ زادهٔ ۲۶ نوامبر ۱۹۳۲) بازیکن فوتبال اهل بریتانیا است.
از باشگاه‌هایی که در آن بازی کرده‌است می‌توان به باشگاه فوتبال ساوت شیلدز و باشگاه فوتبال گیتزهد اشاره کرد.